# Colorful Palette
株式会社Colorful Palette（カラフルパレット、英: Colorful Palette Inc.）は、スマートフォンアプリの企画開発を主な事業とする日本の企業。株式会社サイバーエージェントの子会社。

## 歴史
2018年6月1日にCraft Eggの子会社として設立。当時Craft Egg取締役であった近藤裕一郎が代表取締役社長に就任した。社名には「人生を彩るコンテンツをつくる」という願いが込められている。Craft Eggの新スタジオとしてアプリ開発をメインにメディアミックス展開を重点に置いた活動をしていくために設立された。
同社の設立にはCraft Eggが開発した『バンドリ! ガールズバンドパーティ!』の成功と当時水面下で開発中であった新作『プロジェクトセカイ カラフルステージ! feat. 初音ミク』が影響している。Craft Eggは、「この作品がヒットしないと会社がなくなる」という状況で『バンドリ! ガールズバンドパーティ!』を開発した。この作品は大ヒットとなるが、本作のプロデューサーを務めていた近藤裕一郎は「どうしたらもう１度ヒットを生み出せるか」と考えた時、当時、2017年に企画が始動して水面下で企画が動いていた『プロジェクトセカイ カラフルステージ！ feat. 初音ミク』を後には引けない状況で開発するためにCraft Egg代表の森川とサイバーエージェント取締役副社長の日高に相談したうえで子会社の設立を決意。『プロジェクトセカイ カラフルステージ！ feat. 初音ミク』開発チームのコアメンバーを中心として、Craft Egg内にColorful Paletteを設立した。子会社という位置付けだが、制作体制や理念はCraft Eggの体制をそのまま引き継いでおり、両者ともに同じフロアでの活動でもあることから、互いに協力体制や連携をとっている。
2020年9月30日に『プロジェクトセカイ カラフルステージ！ feat. 初音ミク』をリリースした。
2024年4月1日付で、親会社だったCraft Eggがサイバーエージェントに吸収合併されたため、サイバーエージェントの孫会社から、直接の子会社となる。
2024年6月10日付でコーポレートロゴを刷新し、ライブコンテンツの企画開発を行う子会社として「株式会社Colorful Palette ENCORE」を設立。同社は自社コンテンツのライブイベント制作だけでなく、これまでの知見を活かした3DCG分野の受託制作事業も行う。

## 評価
2020年12月1日には、同社が開発するスマートフォン向けアプリケーションゲーム『プロジェクトセカイ カラフルステージ！ feat. 初音ミク』が『Google Play ベスト オブ 2020』ユーザー投票部門にて最優秀賞に選ばれた。

## 開発ゲーム
| サービス開始日 | 作品名                                              | 機種        | 開発             | 運営元 | 備考                            |
| -------------- | --------------------------------------------------- | ----------- | ---------------- | ------ | ------------------------------- |
| 2020年9月30日  | プロジェクトセカイ カラフルステージ! feat. 初音ミク | iOS/Android | Colorful Palette | セガ   | 2021年1月8日にCraft Eggより移管 |

## 参加作品

### テレビアニメ
| 放送年 | タイトル | アニメーション制作                     | 備考                                                                 |
| ------ | -------- | -------------------------------------- | -------------------------------------------------------------------- |
| 2022年 | ぷちセカ | SCOOTER FILMS （ダブトゥーンスタジオ） | 企画原案・キャラクターデザイン原案・製作・シナリオ監修（山下あづさ） |

### 劇場アニメ
| 公開年 | タイトル                                            | アニメーション制作 | 備考                                                   |
| ------ | --------------------------------------------------- | ------------------ | ------------------------------------------------------ |
| 2025年 | 劇場版プロジェクトセカイ 壊れたセカイと歌えないミク | P.A.WORKS          | 原作（セガ、クリプトン・フューチャー・メディアと共同） |

## 関連人物
- 近藤裕一郎（代表取締役社長、『プロジェクトセカイ カラフルステージ！ feat. 初音ミク』プロデューサー・ディレクター）
- 日高裕介（取締役）
- 浮田光樹（取締役）
- 塚田陸（取締役）
- 飯塚昂平（取締役）
- 川邊俊彦（監査役）
- 伊藤寛起（執行役員）
- 玉川大樹（執行役員）
- 山下あづさ（『プロジェクトセカイ カラフルステージ！ feat. 初音ミク』シナリオディレクション）
- 桝井愛（『プロジェクトセカイ カラフルステージ！ feat. 初音ミク』メインライター）
- 飯塚昴平（『プロジェクトセカイ カラフルステージ！ feat. 初音ミク』アートディレクター）